# 세성로
세성로(Seseong-ro)는 제주특별자치도 서귀포시 표선면 가마교차로 에서 정의골교차로 잇는 도로이다.

## 주요 경유지
제주특별자치도
- 서귀포시 표선면

## 노선
| 이름               | 접속 노선                        | 소재지   | 소재지 | 비고 |
| ------------------ | -------------------------------- | -------- | ------ | ---- |
| 가마 교차로        | 지방도 제1132호선 (일주동로)     | 서귀포시 | 표선면 |      |
| 피질고개           |                                  | 서귀포시 | 표선면 |      |
| (이름없음)         | 가시로                           | 서귀포시 | 표선면 |      |
| 생활체육공원사거리 | 한마음초등로                     | 서귀포시 | 표선면 |      |
| 정의골 교차로      | 국가지원지방도 제97호선 (번영로) | 서귀포시 | 표선면 |      |
| 성읍민속로와 직결  |                                  |          |        |      |